# エドワード・ルーカス・ホワイト
エドワード・ルーカス・ホワイト (英：Edward Lucas White、1866年5月11日 - 1934年3月30日) はアメリカ合衆国の歴史家、著作家、詩人。
ホワイトは多くの歴史小説を著したが、自らが見た悪夢をオートマティスムで記したファンタジー・ホラー小説を残したことでも知られており、とりわけ1907年に書かれた『ルクンドオ』（Lukundoo、日本語題：こびとの呪い）の作者として著名である。

## 生涯
エドワード・ルーカス・ホワイトは父 トーマス・ハーレー・ホワイト（1838-1902）と母 ケイト・バトラー（ルーカス）ホワイトとの間に生まれた。彼はボルチモアのジョンズ・ホプキンズ大学で学んだあと、1915年から1930年までボルチモア・シティ・カレッジでギリシア語とラテン語の教師を務めた。
彼は『エル・スプレーモ - パラグアイの偉大な独裁者のロマンス』(1916年)、『無念なヴェスタル』(1918年)、アンディヴィウス・ヘドゥリオ（1921年)、ヘレン (1926年）など、多数の歴史小説を発表した。しかし、それ以上に彼自身が見た悪夢を自動筆記した『夢魔の家』や『ルクンドオ』などのファンタジー・ホラー小説で最も良く知られている。彼は生前にそれらを集めた2冊の短編集 The Song of the Sirens (1919年) 、Lukundoo and Other Stories (1927年) を発表している。
ホワイトのホラー小説はそのほとんどが彼が実際に見た悪夢を題材としている。彼はハワード・フィリップス・ラヴクラフトのように、夜になって彼に訪れた鮮烈な夢を自動筆記で書き留めた。そのなかで最も多くのアンソロジーに収録された作品である『ルクンドオ』（邦題：こびとの呪い）はアメリカ人探検家、ラルフ・ストーンの物語である。ストーンはアフリカの奥地で呪術医の怒りを買い、体中に痛みを伴う膿疱が発生する呪いをかけられた。時間が経つと膿疱が潰れ、中から小さなホムンクルスが出てきて彼を苦しめる。ストーンはそれらの首を刎ねて退治するが、膿疱は彼の手が届かない背中にまで現れた。ストーンは果てしない戦いの末、最後の手段として自らの命を絶つ。
一方、歴史小説家としてはリアリティを追求し、『エル・スプレーモ - パラグアイの偉大な独裁者のロマンス』では脇役を含めた40名以上の登場人物の大部分が歴史上の人物で占められている。
1885年、ホワイトはユートピアSF『プルス・ウルトラ』（Plus Ultra）に着手した。彼は最初の草稿を一旦破棄したが、1901年に執筆を再開したのちは残りの人生のほとんどをそれに費やした。アメリカの文芸評論家、S・T・ヨシによれば、最終版の字数は約50万と見積もられている。この作品は未刊行だが、1920年に一部が中編小説 From Behind the Stars として出版された。
ホワイトは妻のアグネス・ジェリーの死後7年経った1934年、ボルチモアにある自宅の浴室でガス自殺を遂げた。彼の最後の著書『結婚』(1932年) は、彼女との幸せな結婚生活の回想であった。

## 評価
- 平井呈一は、ホワイトは『ルクンドオ』一作だけで恐怖小説家として揺るぎない地位を築いているとし、作品の数は少ないが、雄勁な筆力を持った力量のある大家と評している[3]。
- ラヴクラフトは、ホワイトの自動筆記法に大きな敬意を払い、次のように書いた。「エドワード・ルーカス・ホワイトのいくつかの小説のコンセプトは、おもに現実の夢から題材を採っており、非常な注目に値します。『妖精の歌』の奇妙さはとても重要で、『ルクンドオ』や『鼻』は暗い恐怖を呼び覚まします。彼の物語にはある特殊性が込められています。」
- S・T・ヨシは、ホワイトの執筆の魔法を評価し、以下のような賛辞を書いた。「エドワード・ルーカス・ホワイトは、新しい世代の読者の評価を長い間待っていた、素晴らしい物語の小さいながらも重要なコレクションを私たちに残しました[4]。」

## 作品

### 歴史小説
- El Supremo: A Romance of the Great Dictator of Paraguay (1916), copyright renewed by Ethyl White in 1944 and republished, with an introduction by Wayne G. Broehl, Jr., 1967 (E.P. Dutton & Co., Inc.)
- The Unwilling Vestal: A Tale of Rome Under the Caesars (1918)
- Andivius Hedulio: Adventures of a Roman Nobleman in the Days of the Empire (1921)
- Helen (1926)

### ホラー短編集
- The Song of the Sirens (1919)
  - "The Song of the Sirens", "Iarbas", "The Right Man", "Dodona", "The Elephant's Ear", "The Fasces", "The Swimmers", "The Skewbald Panther", "Disvola", "The Flambeau Bracket".
- Lukundoo and Other Stories (1927)
  - "Lukundoo", "Floki's Blade", "The Picture Puzzle", "The Snout", "Alfandega 49a", "The Message on the Slate", "Amina", "The Pig-Skin Belt", "The House of the Nightmare", "Sorcery Island".

### ホラー短編（日本語翻訳版）
- 『怪奇小説傑作集2 英米編Ⅱ』平井呈一編 創元推理文庫 1969年、ISBN 978-4-48850-107-5
  - 「こびとの呪い」（中村能三訳）
- 『幻想と怪奇2 英米怪談集』早川書房編集部編 ハヤカワ・ポケット・ミステリ268 1976年、ISBN 978-4-15000-268-8
  - 「ルクンドオ」（塩田武訳）
- 『怪奇幻想の文学5 怪物の時代』荒俣宏他編 新人物往来社 1977年、ISBN 978-4-40400-853-4
  - 「セイレーンの歌」（森美樹和訳）
- 『世界こわい話ふしぎな話傑作集4 アメリカ編 悪魔のおとし子』金の星社 1984年、ISBN 978-4-32300-654-3
  - 「呪われた隊長」（岡上鈴江訳、若菜等挿絵）
- 『怪奇小説の世紀1 夢魔の家』西崎憲編 国書刊行会 1992年、ISBN 978-4-33603-461-8
  - 「夢魔の家」（倉阪鬼一郎訳）
- 『ルクンドオ - ナイトランド叢書 3-3』アトリエサード / 書苑新社 2018年、ISBN 978-4-88375-324-6
  - 「ルクンドオ」（遠藤裕子訳、以下同）
  - 「フローキの魔剣」
  - 「ピクチャーパズル」
  - 「鼻面」
  - 「アルファンデガ通り四十九A」
  - 「千里眼師ヴァーガスの石板」
  - 「アーミナ」
  - 「豚革の銃帯」
  - 「夢魔の家」

### 歴史書
- Why Rome Fell (1927)

### 自伝
- Matrimony (1932)